# Leptognathia glacialis
Leptognathia glacialis är en kräftdjursart som beskrevs av Hansen 1913. Leptognathia glacialis ingår i släktet Leptognathia och familjen Leptognathiidae. Inga underarter finns listade i Catalogue of Life.